# Halldór Guðmundsson
Halldór Guðmundsson (* 1956 in Reykjavík, Island) ist ein isländischer Schriftsteller.

## Leben
Halldór studierte Literaturwissenschaft und ist seit 1984 Verlagsleiter des größten isländischen Verlags Mál og menning bzw. des nach einem Zusammenschluss entstandenen Verlages JPV, Forlagið. Er veröffentlichte verschiedene Bücher und Aufsätze, von denen die Biografien zu Halldór Laxness und Gunnar Gunnarsson (Skáldalíf) besondere Beachtung fanden. Von 2006 bis 2012 war er Redakteur der 1827 gegründeten und bis heute erscheinenden Kulturzeitschrift Skírnir.
Im Jahre 2011 war er verantwortlich für Islands Auftritt als Gastland bei der Buchmesse Frankfurt.

## Auszeichnungen
- 2004: Isländischer Literaturpreis für Halldór Laxness. Eine Biographie
- 2006: Nominierung zum Isländischen Literaturpreis für Skáldalíf

## Veröffentlichungen
- Loksins, loksins: vefarinnmikli og upphaf íslenskra nútímabókmennta, Mál og menning, Reykjavík 1987.
- Halldór Laxness – ævisaga. JPV, Reykjavík 2004, ISBN 9979-781-61-0.
  - deutsch: Halldór Laxness. Eine Biographie. Übersetzt von Helmut Lugmayer; btb, München 2009, ISBN 978-3-442-73918-9.
  - Halldór Laxness: Leben und Werk. Steidl Verlag, Göttingen 2004, ISBN 3-88243-997-1.
  - Halldór Laxness: Sein Leben. Steidl Verlag, Göttingen 2011, ISBN 978-3-86930-235-5.
- Skáldalíf: ofvitinn úr Suðursveit og skáldið á Skriðuklaustri. JPV, Reykjavík 2006, ISBN 978-9979-798-06-4 (= Biografie über Gunnar Gunnarsson).
- Wir sind alle Isländer. Von Lust und Frust, in der Krise zu sein. btb, München 2009, ISBN 978-3-442-75248-5.
- Mamutschkas Lebensrezepte. Ich bin nicht verrückt, aber extravagant. btb, München 2010, ISBN 978-3-442-75228-7.
- Text zusammen mit Matthias Wagner K für Iceland von Ulrike Crespo, Kehrer, Heidelberg 2017, ISBN 978-3-86828-777-6.
- Island. Insel aus Geschichten. Corso/Verlagshaus Römerweg, Wiesbaden 2021, ISBN 978-3-7374-0765-6.
- Im Schatten des Vulkans. Eine literarische Reise ins Herz Islands. btb, München 2024, ISBN 978-3-442-76242-2.